# Lysimachia linguiensis
Lysimachia linguiensis är en viveväxtart som beskrevs av C.Z. Gao. Lysimachia linguiensis ingår i släktet lysingar, och familjen viveväxter. Inga underarter finns listade i Catalogue of Life.